# Iran op de Olympische Spelen
Iran is een van de landen die deelneemt aan de Olympische Spelen. Iran debuteerde op de Zomerspelen van 1900. In 1956 kwam het voor het eerst uit op de Winterspelen.
In Parijs nam Iran voor de negentiende keer deel aan de Zomerspelen, in 2022 voor de twaalfde keer aan de Winterspelen. Er werden in totaal 88 medailles (27-29-32) gewonnen, alle op de Zomerspelen.

## Medailles en deelnames

### Zomerspelen
Parijs 1900
De schermer Freydoun Malkom is de enige deelnemer.
Londen 1948
Eerste deelname sinds 1900. De eerste medaille wordt behaald door Mohammad Jafar Salmassi bij de vedergewichten (-60 kg) in het gewichtheffen. Hij won brons.
Helsinki 1952
Iran behaalde vijf medailles in het worstelen vrije stijl, driemaal brons en tweemaal zilver. In het gewichtheffen werd een zilveren en bronzen medaille behaald.
Athene 2004
Superzwaargewicht Hossein Rezazadeh verbeterde in Athene 2004 het wereldrecord gewichtheffen met en won daarmee goud. Hadi Saei Bonehkohal behaalde goud bij het taekwondo voor mannen bij de lichtgewichten (- 68kg).

### Overzicht
De tabel geeft een overzicht van de jaren waarin werd deelgenomen, het aantal gewonnen medailles en de eventuele plaats in het medailleklassement.
| Zomerspelen | Zomerspelen | Zomerspelen | Zomerspelen | Zomerspelen | Zomerspelen |        | Winterspelen | Winterspelen | Winterspelen | Winterspelen | Winterspelen | Winterspelen |
| Jaar        | Goud        | Zilver      | Brons       | Totaal      | Rang        | Jaar   | Goud         | Zilver       | Brons        | Totaal       | Rang         |              |
| 1900        | 0           | 0           | 0           | 0           | -           |        |              |              |              |              |              |              |
| 1904        | -           | -           | -           | -           | -           |        |              |              |              |              |              |              |
| 1908        | -           | -           | -           | -           | -           |        |              |              |              |              |              |              |
| 1912        | -           | -           | -           | -           | -           |        |              |              |              |              |              |              |
| 1920        | -           | -           | -           | -           | -           |        |              |              |              |              |              |              |
| 1924        | -           | -           | -           | -           | -           | 1924   | -            | -            | -            | -            | -            |              |
| 1928        | -           | -           | -           | -           | -           | 1928   | -            | -            | -            | -            | -            |              |
| 1932        | -           | -           | -           | -           | -           | 1932   | -            | -            | -            | -            | -            |              |
| 1936        | -           | -           | -           | -           | -           | 1936   | -            | -            | -            | -            | -            |              |
| 1948        | 0           | 0           | 1           | 1           | 34          | 1948   | -            | -            | -            | -            | -            |              |
| 1952        | 0           | 3           | 4           | 7           | 30          | 1952   | -            | -            | -            | -            | -            |              |
| 1956        | 2           | 2           | 1           | 5           | 14          | 1956   | 0            | 0            | 0            | 0            | -            |              |
| 1960        | 0           | 1           | 3           | 4           | 27          | 1960   | -            | -            | -            | -            | -            |              |
| 1964        | 0           | 0           | 2           | 2           | 34          | 1964   | 0            | 0            | 0            | 0            | -            |              |
| 1968        | 2           | 1           | 2           | 5           | 19          | 1968   | 0            | 0            | 0            | 0            | -            |              |
| 1972        | 0           | 2           | 1           | 3           | 28          | 1972   | 0            | 0            | 0            | 0            | -            |              |
| 1976        | 0           | 1           | 1           | 2           | 33          | 1976   | 0            | 0            | 0            | 0            | -            |              |
| 1980        | -           | -           | -           | -           | -           | 1980   | -            | -            | -            | -            | -            |              |
| 1984        | -           | -           | -           | -           | -           | 1984   | -            | -            | -            | -            | -            |              |
| 1988        | 0           | 1           | 0           | 1           | 36          | 1988   | -            | -            | -            | -            | -            |              |
| 1992        | 0           | 1           | 2           | 3           | 44          | 1992   | -            | -            | -            | -            | -            |              |
| 1996        | 1           | 1           | 1           | 3           | 43          | 1994   | -            | -            | -            | -            | -            |              |
| 2000        | 3           | 0           | 1           | 4           | 27          | 1998   | 0            | 0            | 0            | 0            | -            |              |
| 2004        | 2           | 2           | 2           | 6           | 29          | 2002   | 0            | 0            | 0            | 0            | -            |              |
| 2008        | 1           | 0           | 1           | 2           | 51          | 2006   | 0            | 0            | 0            | 0            | -            |              |
| 2012        | 7           | 5           | 1           | 13          | 12          | 2010   | 0            | 0            | 0            | 0            | -            |              |
| 2016        | 3           | 1           | 4           | 8           | 24          | 2014   | 0            | 0            | 0            | 0            | -            |              |
| 2020        | 3           | 2           | 2           | 7           | 27          | 2018   | 0            | 0            | 0            | 0            | -            |              |
| 2024        | 3           | 6           | 3           | 12          | 21          | 2022   | 0            | 0            | 0            | 0            | -            |              |
| Totaal      | 27          | 29          | 32          | 88          |             | Totaal | 0            | 0            | 0            | 0            |              |              |
| Tot. Z+W    | 27          | 29          | 32          | 88          |             |        |              |              |              |              |              |              |

Afghanistan · Albanië · Algerije · Amerikaans-Samoa · Amerikaanse Maagdeneilanden · Andorra · Angola · Antigua en Barbuda · Argentinië · Armenië · Aruba · Australië · Azerbeidzjan · Bahama's · Bahrein · Bangladesh · Barbados · België · Belize · Benin · Bermuda · Bhutan · Bolivia · Bosnië en Herzegovina · Botswana · Brazilië · Britse Maagdeneilanden · Brunei · Bulgarije · Burkina Faso · Burundi · Cambodja · Canada · Centraal-Afrikaanse Republiek · Chili · China · Chinees Taipei · Colombia · Comoren · Congo-Brazzaville · Congo-Kinshasa · Cookeilanden · Costa Rica · Cuba · Cyprus · Denemarken · Djibouti · Dominica · Dominicaanse Republiek · Duitsland · Ecuador · Egypte · El Salvador · Equatoriaal-Guinea · Eritrea · Estland · Ethiopië · Fiji · Filipijnen · Finland · Frankrijk · Gabon · Gambia · Georgië · Ghana · Grenada · Griekenland · Groot-Brittannië · Guam · Guatemala · Guinee · Guinee-Bissau · Guyana · Haïti · Honduras · Hongarije · Hongkong · Ierland · IJsland · India · Indonesië · Irak · Iran · Israël · Italië · Ivoorkust · Jamaica · Japan · Jemen · Jordanië · Kaaimaneilanden · Kaapverdië · Kameroen · Kazachstan · Kenia · Kirgizië · Kiribati · Koeweit · Kosovo · Kroatië · Laos · Lesotho · Letland · Libanon · Liberia · Libië · Liechtenstein · Litouwen · Luxemburg · Madagaskar · Malawi · Malediven · Maleisië · Mali · Malta · Marokko · Marshalleilanden · Mauritanië · Mauritius · Mexico · Micronesië · Moldavië · Monaco · Mongolië · Montenegro · Mozambique · Myanmar · Namibië · Nauru · Nederland · Nepal · Nicaragua · Nieuw-Zeeland · Niger · Nigeria · Noord-Korea · Noord-Macedonië · Noorwegen · Oeganda · Oekraïne · Oezbekistan · Oman · Oost-Timor · Oostenrijk · Pakistan · Palau · Palestina · Panama · Papoea-Nieuw-Guinea · Paraguay · Peru · Polen · Portugal · Puerto Rico · Qatar · Roemenië · Rusland · Rwanda · Saint Kitts en Nevis · Saint Lucia · Saint Vincent en de Grenadines · Salomonseilanden · Samoa · San Marino · Saoedi-Arabië · Sao Tomé en Principe · Senegal · Servië · Seychellen · Sierra Leone · Singapore · Slovenië · Slowakije · Somalië · Spanje · Sri Lanka · Soedan · Suriname · Swaziland · Syrië · Tadzjikistan · Tanzania · Thailand · Togo · Tonga · Trinidad en Tobago · Tsjaad · Tsjechië · Tunesië · Turkije · Turkmenistan · Tuvalu · Uruguay · Vanuatu · Venezuela · Verenigde Arabische Emiraten · Verenigde Staten · Vietnam · Wit-Rusland · Zambia · Zimbabwe · Zuid-Afrika · Zuid-Korea · Zuid-Soedan · Zweden · Zwitserland
Historische landen: Bohemen · Bondsrepubliek Duitsland · Brits-Indië · Duitse Democratische Republiek · Joegoslavië · Malaya · Nederlandse Antillen · Noord-Borneo · Noord-Jemen · Saarland · Servië en Montenegro · Sovjet-Unie · Tsjecho-Slowakije · West-Indische Federatie · Zuid-Jemen
Bijzondere deelnames: Onafhankelijke olympische atleten · Vluchtelingenteam 
 Australazië · Duits Eenheidsteam · Gemengd team · Gezamenlijk Team